# Pterostylis coccina
Pterostylis coccina är en orkidéart som beskrevs av Robert Desmond David Fitzgerald. Pterostylis coccina ingår i släktet Pterostylis och familjen orkidéer. Inga underarter finns listade i Catalogue of Life.

## Bildgalleri

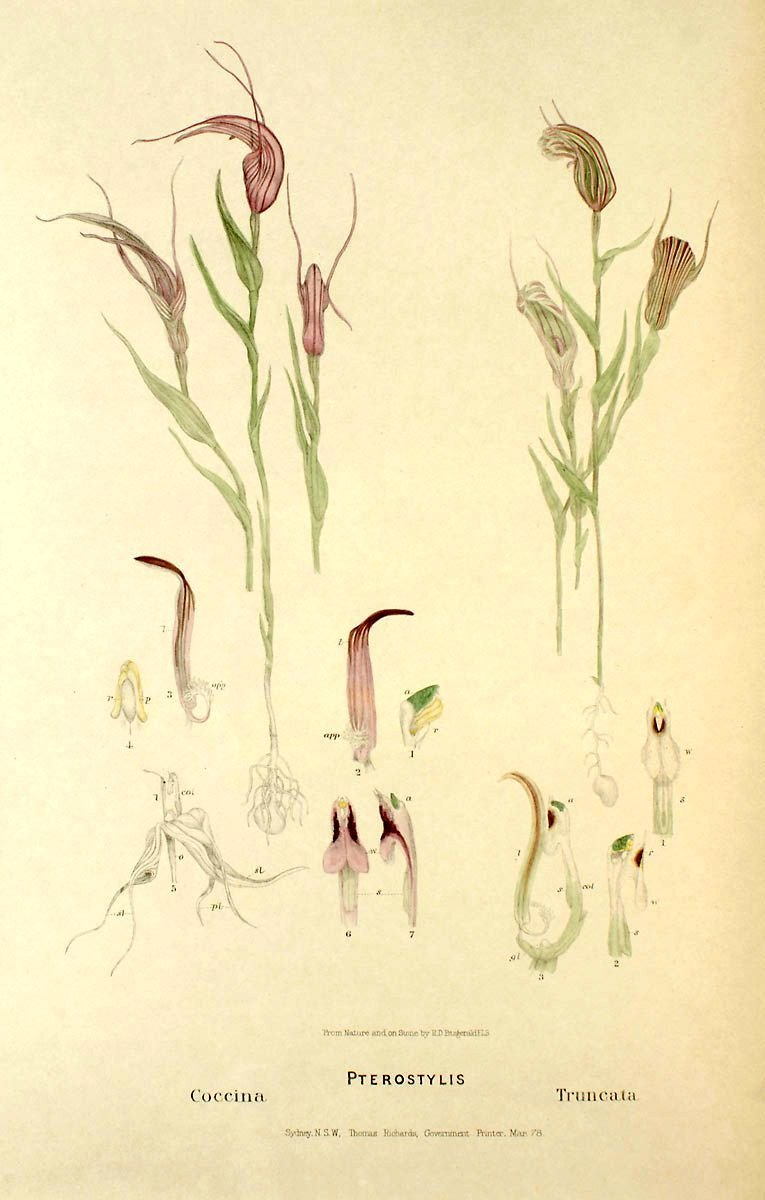
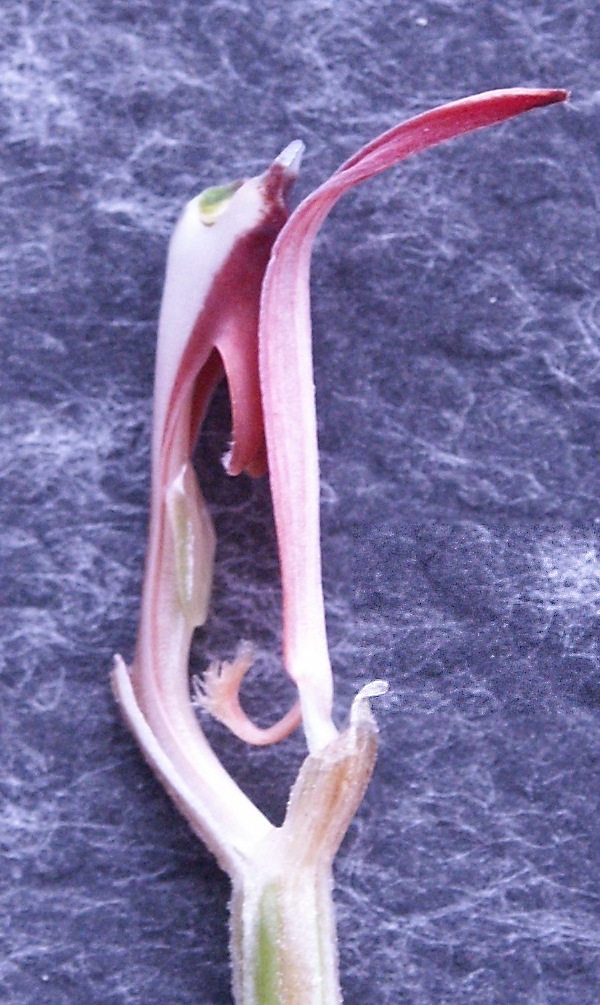
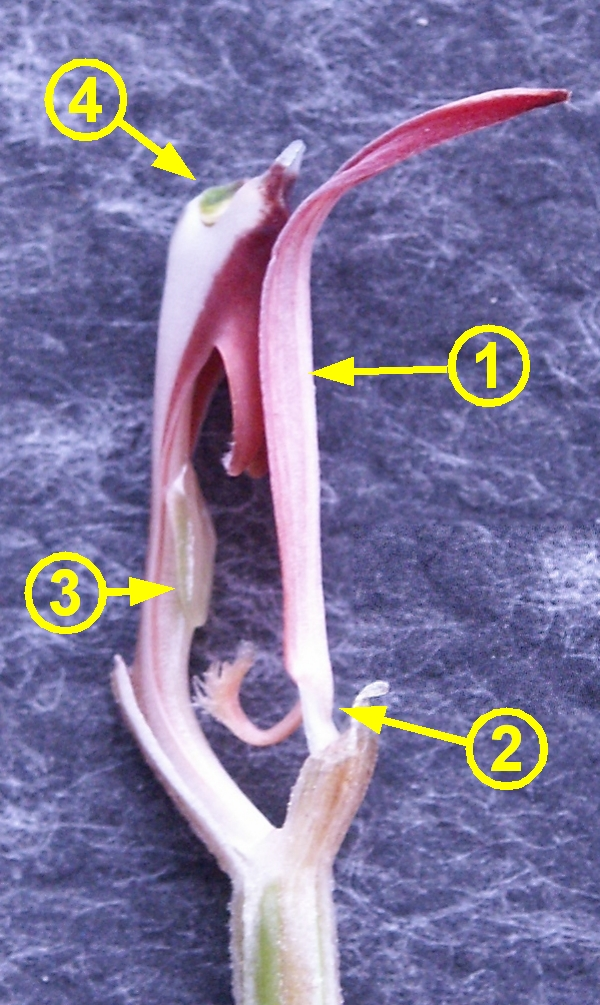